# Gaspar Sanz
Gaspar Sanz (1640, Calanda – 1710, Madrid) byl skladatel, kytarista, varhaník a kněz. Studoval na univerzitě v Salamance teologii, filozofii a současně i hudbu u hudebníka Lelio Colisty, později u Itrovacia Veneboliho, vedoucího kapely sv. Petra v Římě a u Petra Ciano, varhaníka Benátské republiky. Působil jako varhaník a skladatel ve službách královského dvora v Neapoli, později v Madridu. Vydal učebnici kytarové hry Instruccion de musica sobre la guitarra espaňola.